# Edderton Old Parish Church

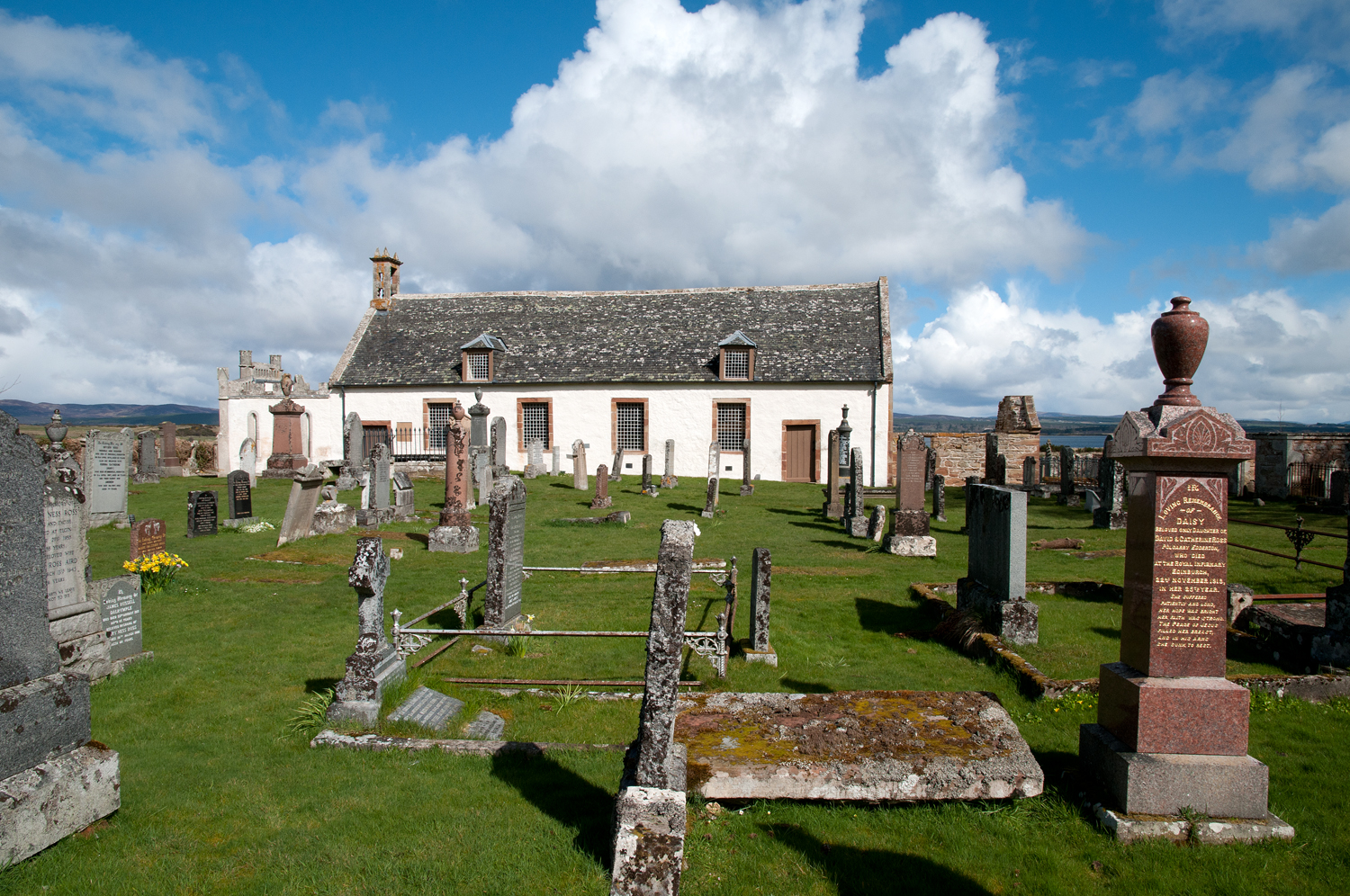
Edderton Old Parish Church

Die Edderton Old Parish Church ist eine ehemalige Pfarrkirche der presbyterianischen Church of Scotland in der schottischen Ortschaft Edderton in der Council Area Highland. 1971 wurde das Bauwerk in die schottischen Denkmallisten zunächst in der Kategorie B aufgenommen. Die Hochstufung in die höchste Denkmalkategorie A erfolgte 1997. Auf dem umgebenden Friedhof ist die piktische Kreuzplatte von Edderton aufgerichtet.

## Geschichte
Die heutige Edderton Old Parish Church wurde 1743 errichtet. Von der Vorgängerkirche, welche die Jahresangabe 1637 zeigt, sind nur Fragmente erhalten geblieben. 1794, 1816 und 1851 wurde das Gebäude überarbeitet. Mit dem Kirchenschisma von 1843 übernahm die neu gebildete Free Church of Scotland das Gebäude, das mit dem 1842 begonnenen Bau der Edderton Parish Church redundant geworden war. Mit der Wiedervereinigung der Church of Scotland mit der Free Church wurde die damalige Pfarrkirche redundant, in der Folge abgestuft und wird heute nur gelegentlich genutzt.

## Beschreibung
Die Edderton Old Parish Church steht isoliert rund einen Kilometer südöstlich von Edderton abseits der A836. Das längliche Gebäude weist einen T-förmigen Grundriss auf. Sein Bruchsteinmauerwerk ist mit Harl verputzt, wobei Natursteineinfassungen abgesetzt sind. Die südexponierte Hauptfassade ist sechs Achsen weit und mit schlichten Sprossenfenstern beziehungsweise Eingangstüren ausgeführt. Zwei Walmdachgauben treten aus dem schiefergedeckten Satteldach heraus. Auf dem Westgiebel sitzt ein kleiner Dachreiter mit offenem Geläut auf. Links schließt sich ein flacherer Anbau aus dem frühen bis mittleren 19. Jahrhundert an. Es handelt sich hierbei um eine Grablege, die tudorgotisch ausgestaltet ist.